# Okha Port
Okha Port is een census town in het district Devbhoomi Dwarka van de Indiase staat Gujarat. 

## Demografie
Volgens de Indiase volkstelling van 2001 wonen er 18847 mensen in Okha Port, waarvan 55% mannelijk en 45% vrouwelijk is. De plaats heeft een alfabetiseringsgraad van 60%. 